# Pteris werneri
Pteris werneri är en kantbräkenväxtart som först beskrevs av Eduard Rosenstock, och fick sitt nu gällande namn av Holtt. Pteris werneri ingår i släktet Pteris och familjen Pteridaceae. Inga underarter finns listade.